# Cantó de Châtillon-sur-Indre
El cantó de Châtillon-sur-Indre és un cantó francès del departament de l'Indre, situat al districte de Châteauroux. Té 10 municipis i el cap és Châtillon-sur-Indre.

## Municipis
- Arpheuilles
- Châtillon-sur-Indre
- Cléré-du-Bois
- Clion-sur-Indre
- Fléré-la-Rivière
- Murs
- Palluau-sur-Indre
- Saint-Cyran-du-Jambot
- Saint-Médard
- Le Tranger

## Història
| Data d'elecció                           | Identitat          | Partit                    | Qualitat |
| ---------------------------------------- | ------------------ | ------------------------- | -------- |
| 1945-1951                                | M. Blanchard       | SFIO                      |          |
| 1951-197.                                | M. Rochette        | Sense etiqueta            |          |
| 197.-1982                                | M. Tixier          | PS                        |          |
| 1982-2001                                | Alfred Fréville    | PS, després Divers gauche |          |
| 2001-                                    | Williams Lauérière | Divers droite             |          |
| les dades anteriors no són pas conegudes |                    |                           |          |
|                                          |                    |                           |          |

## Demografia
| A partir de 1990: Població sense dobles comptes |